# كليفتون ن. مكارثر
كليفتون ن. مكارثر هو محامي وسياسي أمريكي، ولد في 10 يونيو 1879 في ذا داليس في الولايات المتحدة، وتوفي في 9 ديسمبر 1923 في بورتلاند في الولايات المتحدة. نشط حزبياً في الحزب الجمهوري. وقد انتخب عضو مجلس نواب أوريغون ‏ وانتخب عضو مجلس النواب الأمريكي.